# Підкова IV
Підкова IV (Podkowa) – шляхетський герб, різновид герба Підкова.

## Опис герба
Опис з використанням класичних правил блазонування:
У червоному полі срібна підкова кінцями до низу; з боків і між кінцями підкови срібні гвіздки. Клейнод відсутній. Намет червоний, підбитий сріблом.

## Найбільш ранні згадки
Герб називається Підковою лише Теодором Хрянським (Таблиці гербових відмін).

## Роди
Невідомі імена шляхетських родів, що використовують цей герб.